# ジョセフ・ホイッティカー
ジョセフ・ホイッティカー（英: Joseph Whittaker、1813年 - 1894年）はイギリスの植物学者。キューガーデンには、彼が南オーストラリアの旅から持ち帰った 300 種以上の植物ある。またダービー博物館には、彼が作成したイギリス植物の押し葉標本が 2,200 種以上ある。

## 生涯

### 生い立ち
ホイッティカーの正確な誕生日は不明である。彼は1813年2月8日にダービーシャー近くのクウォーンドンで洗礼を受けた。彼と同名の父親ジョセフは労働者で、クラーク生まれのサラと結婚している。なお、1815年にブレッゾールで生まれたとされることもある。

### オーストラリアでの植物研究

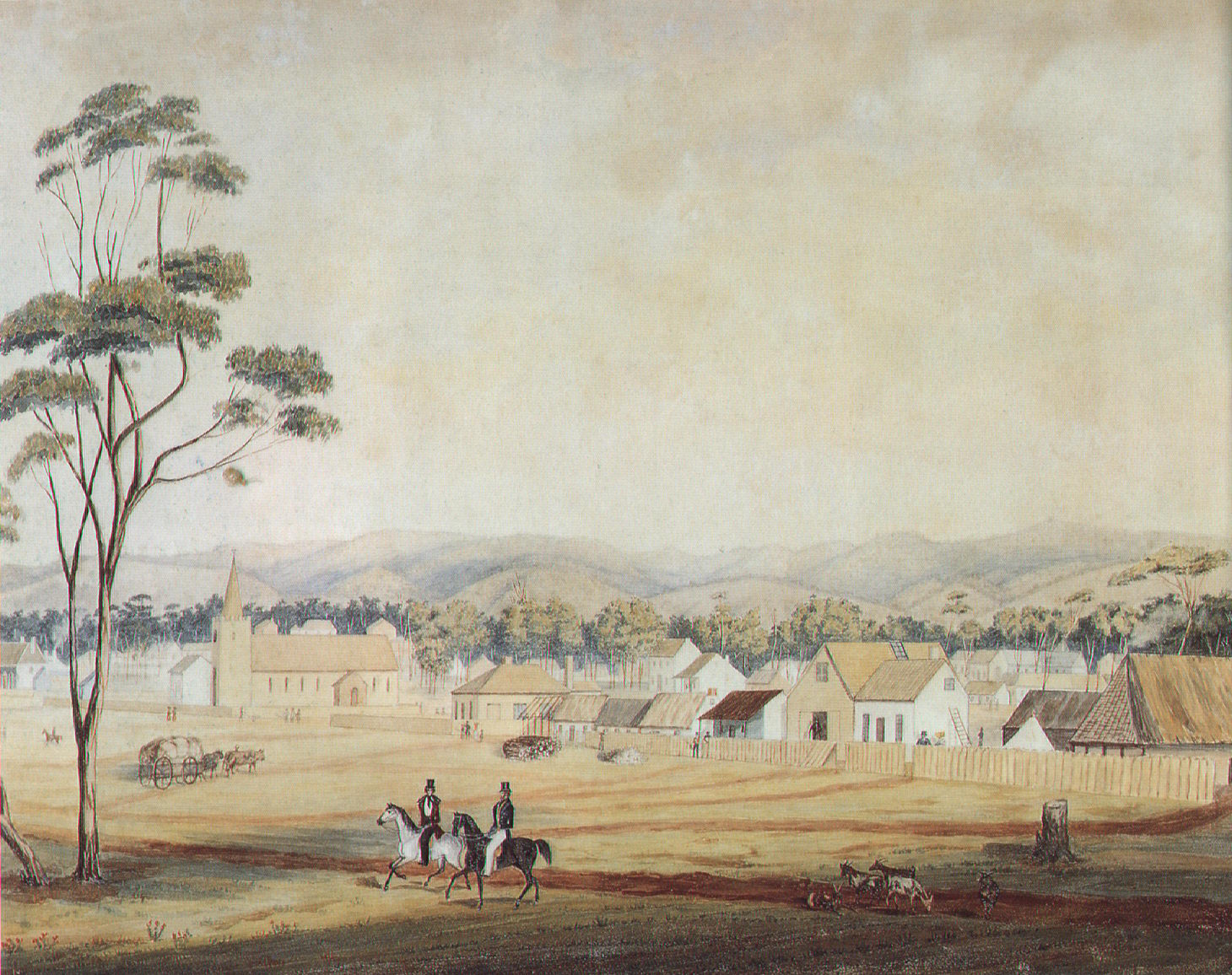
ホイッティカーが庭師として働いた1839年のアデレード

1838年にホイッティカーは、2代目の南オーストラリア植民地総督に任命されたばかりのジョージ・ゴーラー中佐の下で新しく「庭師 (gardener)」として船に乗り込んだ。ホイッティカー、その他ダービーシャーから来た 7 名の従事者、ゴーラーとその妻子は、1838年10月12日に アデレードの Pestonjee Bomanjee に到着した。テネリフェ島、リオデジャネイロを経由した4ヶ月の旅だった。ホイッティカーとゴーラーが到着した時は生活環境が劣悪だったため、造園は後回しにされた。

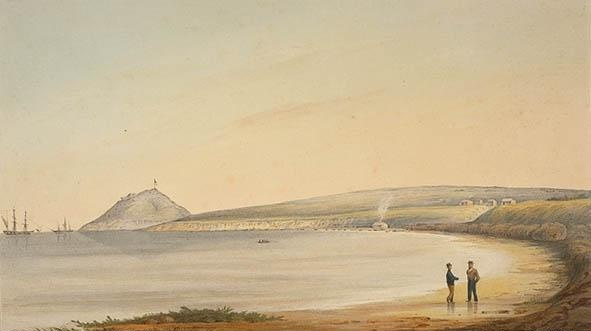
ウィリアム・ライトの後、1838年のエンカウンター湾における Cos Fishing Station

ホイッティカーが1839年から1840年にかけ、南オーストラリアのアデレード近辺で採集した植物は、彼の業績としてよく知られている。彼は仕事の合間に南オーストラリアの多くの場所へ旅行し、そこで多くの種類の植物標本を集め、保存した。具体的な場所としては、ロフティ山系、ジャゲッド山、トレンズ川、マレー川、ハインドマーシュ川である。彼はバーカー山、エンカウンター湾、フルリオ半島の山地地帯で本格的な調査を初めて行なった人物である。
ホイッティカーは南オーストラリアに19ヶ月間留まった後、1840年4月11日にアデレード港からキャサリン・スチュアート・フォーブズ号に乗船して帰国の途についた。途中、カンガルー島、モーリシャス、セントヘレナ、アゾレス諸島のコルボ島、計 4 箇所に寄航した。船がそれらの港にいる間、彼はさらに植物の採集と標本作成を続けた。

### ダービーシャーでの植物研究

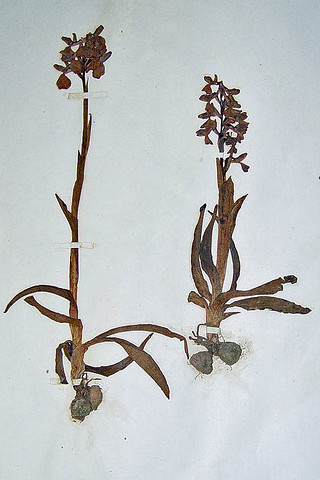
オルキス・モリオ。ダービー博物館の植物標本室にある、ホイッティカーが作成した押し葉標本のひとつ。

ホイッティカーは1840年9月23日にイングランドへ戻り、1844年には植物の採集を再開していた。その活動は1851年から1852年がピークで、1867年を過ぎた頃に終わった。彼はダービーシャーの多くの場所から採集を行なったが、時にはさらに遠方、具体的にはノッティンガムシャーのバルウェル、ウェールズのリル、デンビーまで遠出することもあった。
ホイッティカーは1846年までダービーシャーのブレッゾールに住み、そこのブレッゾール・ボーイズ・スクールで教師をしていた。またそこで、イギリスの植物学に関する本を何冊か執筆するため、オーストラリア及びそれに関連した植物標本をいくつか交換するべく、キューガーデン園長のウィリアム・ジャクソン・フッカーと文通した。ホイッティカーは約 300 種の植物を集め、最終的にそれらはキューガーデンが所有することとなった。ホイッティカーが国外から収集したコレクションは、現在キューガーデンにある。モウセンゴケ属のドロセラ・ホワイタケリは彼にちなんで付けられた名前である。
1847年2月にホイッティカーはロンドン植物学会の会員に選ばれ、そこでの標本交換制度に対して1849年から1853年の間、標本を提供した。のちに彼は植物交換クラブ (Botanical Exchange Club) に加わり、さらには植物生息地記録クラブ (Botanical Locality Record Club) に加わった。1847年までには『ダービーシャー・ブレッゾール近隣にて発見された希少植物一覧』を出版するのに充分な量の植物学的データが彼の元に集まった。この本には希少種および比較的汎性に見られる種の両方が取り混ぜて載っており、当時のその地における植物多様性を知る良質の資料となっている。1857年の時点で彼はブレッゾールで90人の児童を受け持つ教師を勤めており、その村の住人には自然学者のヘンリー・ハーパー・クルー牧師とフランシス・ダーウィンがいた。その学校はハーパー・クルー家の基金で運営された。
1850年代後半にホイッティカーは妻のメアリーと共にダービー近くのモーリィという小さな村にあるフェリビィ・ブルックという家に住んでいた。彼はここで教師を続け、主に地元の学校を出ていた8-18歳の学生を多いときに12人クラスに迎えた。最終的に彼は、生きた植物の大規模なコレクションを作り上げた。彼は 1,300 種以上の植物を育てていたと、その地の園芸家グループは記録している。アツモリソウ亜科の一種である Cypripedium calceolus が地元で絶滅したことについて記した本を、彼は1864年にヘンリー・ハーパー・クルー牧師と共著で出版している。彼は1871年までに教師を辞め「種子商・花屋」となった。1881年までにはその収益から「苗木屋・農場経営者」となり、2人の召使および12歳のウィリアム・ホワイトヘッドと同居した。ゆくゆくはホワイトヘッドを園芸事業の共同事業者とするつもりだった。
植物学の研究仲間だったヘンリー・ハーパー・クルーがバッキンガムシャーのドレイトン・ビーチャムに教区牧師となるため引っ越した1863年頃から、ホイッティカーの植物収集作業は衰え始めた。翌年彼らは、ダービーシャーの主な顕花植物とシダ類の一覧を共同で作成している 。彼らの共同研究は少なくとも18年以上にわたり、非常に実り多いものであった。ハーパー・クルー家は、屋敷をコーク・アビイの近くに構え、ブレッゾールの学校に基金を出していた。
1880年代後半、ダービーシャーの植物誌の出版を準備していた ウィリアム・ハント・ペインター牧師に、ホイッティカーは貴重な援助と様々な植物標本を提供した。
シャーリィの教会区牧師ウィリアム・リチャードソン・リントンが1903年にダービーシャーの植物誌を新たに著した時にも、ホイッティカーの標本と記録が多く使われた。
ホイッティカーは1894年3月2日に没した。一般市民たちの寄付によって、彼を記念する書見台と、彫刻された真鍮製の飾り板が聖マタイ教会にとりつけられた。この教会があるモーリーでホイッティカーは教会委員を勤めており、彼はそこで葬られることになった。

## 遺産
キューガーデンにあるホイッティカーのコレクションは、オーストラリア及びそこから帰国する途中の港より持ち帰ったものである。彼はまた、ダービーシャーで収集した 2,200 点の押し葉標本を 79 巻にまとめ、それらは現在ダービー博物館の植物標本室に収められている。これはダービーシャーの植物相に関する地域研究にとって重要な証拠となる標本である。ホイッティカーは植物交換クラブに参加していたため、現在はボルトン、バーミンガム、グロスター、マンチェスターといったイギリスの多くの博物館にホイッティカーの標本がコレクションされている。ウィズビーチ・アンド・フェンランド博物館にも小規模なコレクションがある。
1848年にフランスの植物学者ジュール・エミール・プランションは、ある食虫性のモウセンゴケについて科学的な記述をのこした。これは「香水モウセンゴケ」(Scented Sundew) あるいは「ホイッティカーのモウセンゴケ」(Whittaker's Sundew) として一般に知られるものである。